# Eric Gancylus
Eric Gancylus, né le 3 mars 1955 à Montreuil et mort le 11 janvier 1999 dans le 10e arrondissement de Paris, est un taekwondoïste français.
Il remporte la médaille de bronze dans la catégorie des moins de 68 kg aux Championnats d'Europe de taekwondo 1976.